# Javier Argudo
Javier Argudo Sesmilo (3 de mayo de 1975) es un deportista español que compitió en taekwondo. Ganó una medalla de oro en el Campeonato Mundial de Taekwondo de 1993 y una medalla de bronce en el Campeonato Europeo de Taekwondo de 1992.

## Palmarés internacional
| Campeonato Mundial | Campeonato Mundial          | Campeonato Mundial | Campeonato Mundial |
| Año                | Lugar                       | Medalla            | Categoría          |
| ------------------ | --------------------------- | ------------------ | ------------------ |
| 1993               | Nueva York (Estados Unidos) | Medalla de oro     | –54 kg             |
| Campeonato Europeo |                             |                    |                    |
| Año                | Lugar                       | Medalla            | Categoría          |
| 1992               | Valencia (España)           | Medalla de bronce  | –50 kg             |